# Tarnai Andor
Tarnai Andor (Gyula, 1925. augusztus 23. – Budapest, 1994. augusztus 25.) magyar irodalomtörténész, tanár, az MTA főosztályvezetője, az ELTE Irodalomtörténeti Tanszékének vezetője, a Magyar Tudományos Akadémia levelező tagja.

## Élete
Mihalik Andor gyulai kelmefestő fiaként született. A család 1943-ban változtatta meg a nevét, Tarnai pedig ugyanebben az évben érettségizett az egri ciszterci gimnáziumban. 1943–1948 között a budapesti Pázmány Péter Tudományegyetem magyar–latin szakán tanult, az Eötvös Collegium tagja volt. Többek között Alszeghy Zsolt, Domanovszky Sándor, Huszti József, Kornis Gyula, Laziczius Gyula, Lukács György, Moravcsik Gyula, Pais Dezső, Zsirai Miklós voltak tanárai. Horváth Jánosnak a legrégibb verses emlékeinkről, a Mohács utáni irodalomról, a magyar romantikus drámáról, a nemzeti klasszicizmusról szóló előadásait hallgatta. Mestereitől – mint Klaniczay Tibor és Tolnai Gábor fogalmazott – „a legmagasabb fokon sajátította el a tények tiszteletét, a források és adatok hiánytalan összegyűjtésének igényét s a filológiai erudíció műhelytitkait”.
1949-től az Országos Széchényi Könyvtár kézirattárában dolgozott, 1958 áprilisától az MTA Irodalomtudományi Intézetének munkatársa, 1969-től főmunkatársa, 1979-től főosztályvezetője lett. 1980 júliusában az ELTE Régi Magyar Irodalomtörténeti Tanszékére nevezték ki egyetemi tanárnak, majd október 16-i ülésén a kari tanács tanszékvezetővé választotta. 1994 júniusáig töltötte be ezt a tisztséget.
1966-ban lett kandidátus, 1981-ben az irodalomtudományok doktora. 1988-ban Akadémiai Díjban részesült. 1990 májusában a magyarországi latin irodalomtörténet terén kifejtett munkássága elismeréséűl a Magyar Tudományos Akadémia levelező tagjává választotta (az akadémiai levelező tagi ajánlást Klaniczay Tibor, Nagy Péter, Németh G. Béla és Tolnai Gábor írta 1985-ben), . A Művelődéstörténeti Bizottság tagja, az Irodalomtudományi Bizottság és a Textológiai Munkabizottság elnöke, az Osztrák–Magyar Vegyesbizottság társelnöke volt.
Az újraindult Irodalomtörténeti Közlemények első technikai szerkesztője volt 1953–1954-ben, 1966–1973 között a szerkesztőség munkatársa, az 1969. évi 4. számtól az 1994. évi 4. számig a szerkesztőbizottság tagja. Dolgozott a Magyar Könyvszemle szerkesztőbizottságában is. Az Irodalomtudomány és Kritika és a Magyarországi Tudósok Levelezése c. kötetsorozatok alapító főszerkesztője, a Régi Magyar Prózai Emlékek szerkesztője volt.
1975–1976-ban a bécsi egyetem vendégtanára, 1991–1993 között pedig a berlini Humboldt Egyetemen kapott katedrát.
Első kötete, egy 18. századi röpiratokból összeállított szövegkiadás már 1950-ben megjelent; 1953-tól 1967-ig a Keresztury Dezsővel közösen gondozott Batsányi kritikai kiadás négy kötetét publikálta. Első tanulmányai e szövegkiadó, kommentáló munka kapcsán születtek meg. Faludi egyik fordításának eredetijét feltárva azonban már a Batsányi és Rájnis közötti irodalmi vita előtörténetét tisztázta, rámutatva a 18. századi magyar prózaeszményt tápláló latin–francia klasszicizmus eleven hatására, ennek a latinos kultúrának „még élő, hatásokra reagáló és módosuló irodalmá”-ra. Ezzel az egyes írók és művek mögötti általános irodalmi elvek eszményt, ízlést formáló hatásának felismeréséhez érkezett, s a következőkben ezt az irodalmi rendszert, az irodalmi alkotás mögött feltárható elvek, hagyományok, hatások, korabeli kihívások, feladatok és célok viszonyrendszerét igyekezett rekonstruálni. Két fő irányban volt lehetséges a továbblépés: az irodalmi tudat története (az irodalomtudomány története, az irodalom önreflexiói, az irodalomkritikának nevezhető jelenségek feltárása, az irodalomtörténeti hagyomány kialakulási csomópontjainak vizsgálata) az egyik; az irodalmi műnek mint történelmi helyzetbe ágyazott, aktuális kérdésekre megfelelni kívánó, korához szóló jelenségnek a tisztázása a másik (irodalomszociológia, befogadástörténet, az író és a közönség viszonya, az irodalom mint eszköz- és intézményrendszer). Mindkét kutatási irány csak a legkülönbözőbb forráscsoportok minden korábbinál rendszeresebb átnézésével, figyelemre addig nem méltatott adatok összegyűjtésével és új összefüggésbe való állításával volt megalapozható.
Először a 16. századig nyúlt vissza e kérdéseket tárgyalva, a historia litteraria hazai előzményeit keresve. Azután, amikor az Irodalomtudományi Intézetben a magyar irodalomtudomány és kritika történetének megírására vezetésével önálló munkacsoport szerveződött, s világossá vált, hogy az alapkutatások hiányában összefoglaló kézikönyv helyett egyéni monográfiák összefüggő sorozatában célszerű megvalósítani a feladatot, Tarnai Andor a legrégebbi korszak, a magyar középkor feldolgozására vállalkozott. Könyve a korábbi középkori irodalmi kutatások hallatlanul adatgazdag és egyben távlatos szintézise, amely elsőként mutatja be a középkori irodalmi gondolkodás normáiként befogadott külföldi tankönyvek és forrásművek hatásrendszerét, gondolataiknak eredeti művekből kiolvasható hazai alkalmazását és adaptációit, majd az első, még szétszórt és rendszertelen elméleti nyilatkozatokat, az irodalmi működésről és az irodalomról vallott nézeteket. Áttekinti az irodalomtörténet-írás csíráiként számba vehető rendtörténeti anyagot. A literátus réteg csoportnyelvének kategóriájával döntő lépést tesz a különböző középkori műfajok irodalomszociológiai létformájának megértése terén.

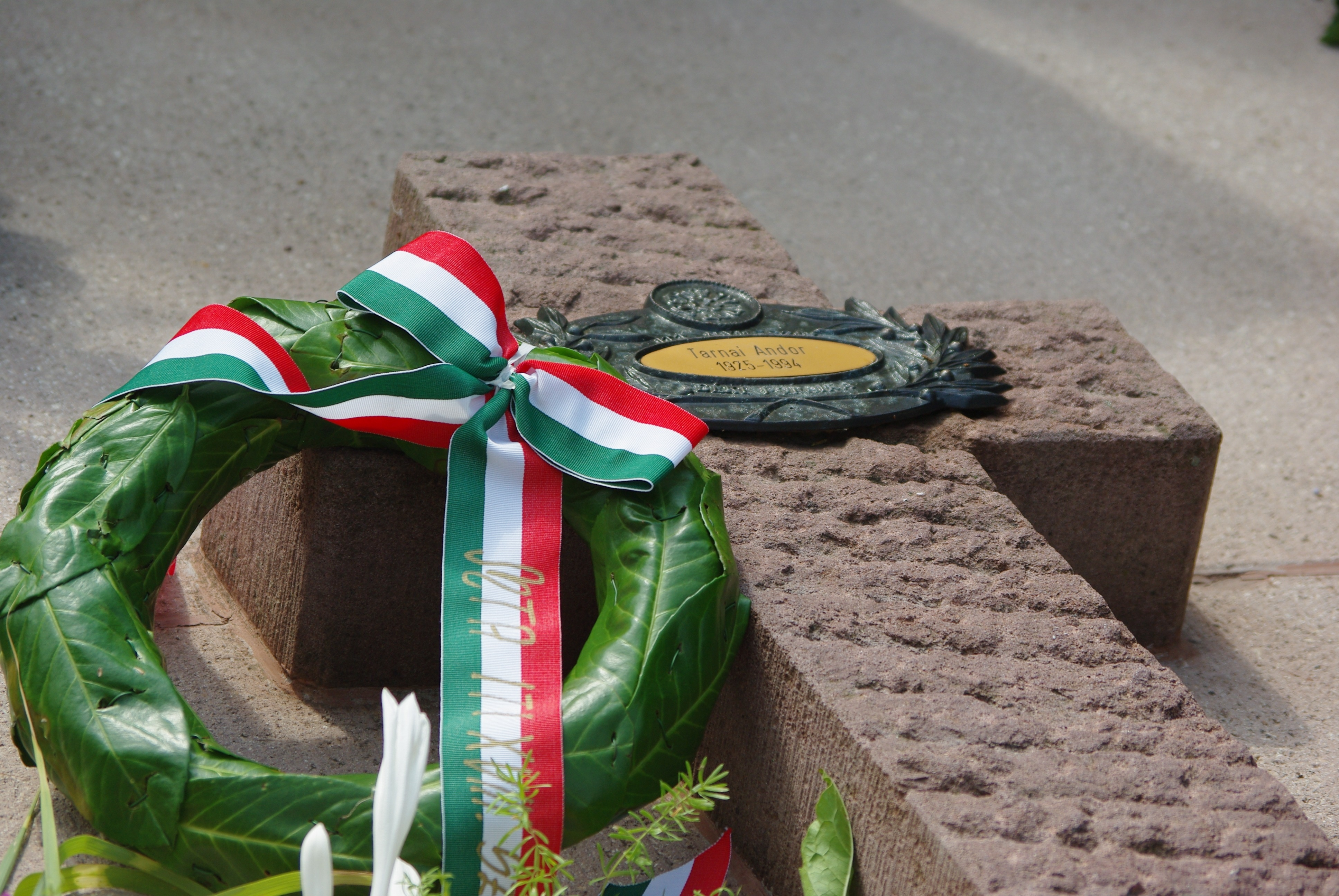
Sírja

Az intézeti kutatócsoport vezetőjeként a 16–19. századi kritikatörténet kérdései is élénken foglalkoztatták, műfajok és alkotási módszerek (consultatio, parodia, latin nyelvű költészet) mentén maga is készített hosszmetszeteket. A tanszékén folyó kutatási program részint az irodalomelméleti reflexió körébe tartozó forrásanyag (a verstani gondolkodás kezdetei, fordításelméleti megfontolások és fordítói gyakorlat stb.) összegyűjtését, részben régi magyar tudósok levelezésének feltárását, kiadását vállalta feladatul és végezte el, a Hungarus-tudatú régi magyarországi értelmiség szellemi tájékozódási pontjait határozva meg ezáltal.
1994. augusztus 25-én, két nappal 69. születésnapja után érte a halál, szeptember 3-án temették el a lovasi temetőben.

## Munkássága

### Kiadott könyvei, szövegei

#### Szövegkiadások
- szerk.: Kató István: „Tépjétek le a sötétség bilincseit” – XVIII. századi magyar röpiratok a feudális egyházról, Bevezető: Kató István, sajtó alá rendezte: Tarnai Andor, Budapest: Hungária (1950)[8]
- Batsányi János. Összes művei, Sajtó alá rendezte (I., II., III.), szerkesztette (IV.) Keresztury Dezső és Tarnai Andor, sajtó alá rendezte (IV.) Zsindely Endre 4. kötet, Budapest: Akadémiai (1953–1967)[9]
- Batsányi János. Válogatott művei, Sajtó alá rendezte: Keresztury Dezső és Tarnai Andor, a bevezetést írta Keresztury Dezső, Budapest: Szépirodalmi (1956)[10]
- Wolfhart Spangenberg. Sämtliche Werke, Herausgegeben von András Vizkelety. Bearbeitet von (I, II, III/1–2, IV/1–2) András Vizkelety. (II, IV/1) Martin Bircher. (V, VI, VII) Andor Tarnai. 7 köt. Ausgaben deutscher Literatur des 15. bis 18. Jahrhunderts. Berlin–New York: Walter de Gruyter, I (1971), II (1975), III/1 (1977), III/2 (1978), IV/1 (1981), IV/2 (1982), V (1981), VI (1982), VII (1979) (1971– 1981)
- Tarnai Andor, Csetri Lajos. Rendszerek a kezdetektől a romantikáig, Összeállította: Tarnai Andor és Csetri Lajos, Budapest: Szépirodalmi (1981)[11]
- Bél Mátyás. Hungariából Magyarország felé (1713–1746), Válogatta, sajtó alá rendezte, a bevezetést és a jegyzeteket írta: Tarnai Andor, fordította: Déri Balázs, Donáth Regina és Tarnai Andor., Budapest: Szépirodalmi (1984)[12]
- Benkő József. Benkő József levelezése, Sajtó alá rendezte, a jegyzeteket írta: (Szabó György és Tarnai Andor, bevezetést írta: Szabó György., Budapest: Közgazdasági és Jogi Könyvkiadó–MTA Irodalomtudományi Intézet (1988)[13]
- Lipthay András.szerk.: Tarnai Andor: Életemnek emlékezete, Sajtó alá rendezte: Rédei Éva, a bevezetést írta: Czigány István és Rédei Éva, Budapest: Zrínyi (1988)[14]

#### Monográfiák
- Tarnai Andor. Extra Hungariam non est vita… – (Egy szállóige történetéhez). Budapest: Akadémiai (1969)[15]
- Tarnai Andor. „A magyar nyelvet írni kezdik” – Irodalmi gondolkodás a középkori Magyarországon. Budapest: Akadémiai (1984)[16]
- Batsányi János.szerk.: Kecskeméti Gábor: Tanulmányok a magyarországi historia litteraria történetéről. Budapest: Universitas (2004)[17]

#### Tanulmányok
- Tarnai Andor – Keresztury Dezső:  Batsányi és Baróti Szabó.  Irodalomtörténet,  XL. évf.  1. sz. (1952)   69–93. o.[18]
- Batsányi széljegyzetei a Magyar Museum köteteiben.  Irodalomtörténeti Közlemények,  LVII. évf.  1–4. sz. (1953)   213–216. o.[19]
- Bél Mátyás ismeretlen művei.  Magyar Könyvszemle,  LXXI. évf.  1–2. sz. (1955)   123–128. o.[20]
- Fischer Dániel és az első hazai folyóirat terve.  Magyar Könyvszemle,  LXXII. évf.  1. sz. (1956)   32–49. o.[21]
- Egy tibetinek álcázott laikus erkölcstan a XVIII. századi magyar irodalomban.  Irodalomtörténeti Közlemények,  LXII. évf.  2–3. sz. (1958)   177–186. o.[22]
- A deákos klasszicizmus és a Milton-vita.  Irodalomtörténeti Közlemények,  LXIII. évf.  1. sz. (1959)   67–83. o.[23]
- Szekfű és a „nemzetietlen kor” irodalomtörténete.  Irodalomtörténeti Közlemények,  LXIV. évf.  2. sz. (1960)   189–198. o.[24]
- A magyar irodalomtörténeti hagyomány kialakulása.  Irodalomtörténeti Közlemények,  LXV. évf.  6. sz. (1961)   637–658. o.[25]
  - Tarnai Andor, et al[M. 1].szerk.: S. Sárdi Margit]]: Válogatás a régi magyar irodalom szakirodalmából 1772-ig II.. Budapest: Tankönyvkiadó Vállalat (1983)
- Tarnai Andor – Keresztúry Dezső:  Az első francia nyelvű magyar irodalomtörténet szerzőjének kérdéséhez.  Irodalomtörténeti Közlemények,  LXVIII. évf.  3. sz. (1964)   350–351. o.[26]
- szerk.: Sőtér István: A magyar irodalom története I–VI. Budapest: Akadémiai Kiadó (1962–1966)
  - Tarnai Andor, et al[M. 2].szerk.: Klaniczay Tibor: A magyar irodalom története 1600-tól 1772-ig. Budapest: Akadémiai. ISBN 963 05 2303 5 (1965)
    - 326–331. oldal:  „A politikai és társadalmi erőviszonyok alakulása” (Klaniczay Tiborral)[27]
    - 249–260. oldal:  „A világi műveltség népszerűsítői” (Varga Imrével)[28]
    - 397–407. oldal:  „Rendiség és jezsuitizmus”[29]
    - 407–421. oldal:  „Latin nyelvű egyházi, jezsuita irodalom”[30]
    - 422–430. oldal:  „Magyar nyelvű egyházi irodalom”[31]
    - 430–437. oldal:  „Napló és emlékirat”'[32]
    - 438–446. oldal:  „Nemesi költészet”[33]
    - 447–454. oldal:  „A protestáns polgári művelődés helyzete”[34]
    - 458–464. oldal:  „Egyháztörténet és historia litteraria”[35]
    - 465–471. oldal:  „Hon- és államismereti irodalom”[36]
    - 500–504. oldal:  „Nemesi Magyarország és felvilágosult abszolutizmus”[37]
    - 505–514. oldal:  „Az udvari és nemesi rokokó kultúra”[38]
    - 527–536. oldal:  „A nemesi költészet”[39]
    - 536–544. oldal:  „Faludi Ferenc”[40]
    - 544–550. oldal:  „A késő-barokk széppróza”[41]
    - 551–559. oldal:  „A laicizálódó egyházi értelmiség”[42]
    - 559–571. oldal:  „Az egyházias tudományosság alkonya”[43]
    - 571–576. oldal:  „Ismeretterjesztő irodalom”[44]
    - 577–581. oldal:  „A deákos rokokó költészet”[45]
    - 581–590. oldal:  „A magyar nyelvű iskoladráma virágzása”[46]

  - Tarnai Andor, et al[M. 3].szerk.: Pándi Pál: A magyar irodalom története 1772-től 1849-ig. Budapest: Akadémiai. ISBN 963 05 2304 3 (1965)
    - 77–79. oldal: „A nyelvújítás kezdete”[47]
    - 80–87. oldal: „A tudományos irodalom”[48]
    - 148–163. oldal: „Batsányi János (1763–1845)”[49]
    - 163–172. oldal: „Verseghy Ferenc (1757–1822)”[50]
    - 172–177. oldal: „Szentjóbi Szabó László (1767–1795)”[51]
    - 177–188. oldal: „Politikai művek, röpiratok és versek”[52]
    - 200–205. oldal: „A tudományos irodalom”[53]
- Landelinus ifjú.  Irodalomtörténeti Közlemények,  LXX. évf.  1. sz. (1966)   166–171. o.[54]
- Verseghy Marseillaise-fordítása.  Irodalomtörténeti Közlemények,  LXX. évf.  3–4. sz. (1966)   409–415. o.[55]
- Batsányi János Der Kampf-ja.  Irodalomtörténeti Közlemények,  LXXI. évf.  3. sz. (1967)   265–274. o.[56]
- »A magyar irodalomtudomány története« c. kézikönyv tervezete.  Irodalomtörténeti Közlemények,  LXXI. évf.  4. sz. (1967)   511–514. o.[57]
- Faludi Constantinus-drámájának programja.  Irodalomtörténeti Közlemények,  LXXII. évf.  5. sz. (1968)   511–514. o.[58]
- Pax aulae.  Irodalomtörténeti Közlemények,  LXXII. évf.  3. sz. (1968)   273–283. o.[59]
- A magyarországi irodalomtörténet-írás megindulása.  Irodalomtörténeti Közlemények,  LXXV. évf.  1. sz. (1971)   35–77. o.[60]
- Tudomány- és kritikatörténeti kutatások az Irodalomtörténeti Intézetben.  Magyar Tudomány – A MTA Értesítője,  LXXVIII. évf.  9. sz. (1971)   580–583. o.[61]
- Magyar jakobinusok, bonapartisták és nyelvújítók.  Irodalomtörténet,  L1V. évf.  2. sz. (1972)   383–396. o.[62]
- Horváth János Amade-jegyzetének közlése elé.  Irodalomtörténet,  LV. évf.  1. sz. (1973)   580–583. o.[63]
- A magyarországi obszervánsok rendi krónikájának szerzői és forrásai.  Irodalomtörténeti Közlemények,  LXXVII. évf.  2–3. sz. (1973)   135–147. o.[64]
- Tarnai Andor, et al[M. 4].szerk.: Horváth János, Székely György, V. Kovács Sándor, Nagy Tiborné: Középkori kútfőink kritikus kérdései – Tarnai Andor: A Képes Krónika forrásaihoz. Budapest: Akadémiai, 203–211. o. (1974)[65]
- Michael de Hungaria.  Irodalomtörténeti Közlemények,  LXXVIII. évf.  6. sz. (1974)   657–669. o.[66]
- Tarnai Andor, et al[M. 5]. A Magyar Könyvtárosok Egyesületének évkönyve 1973 – Tarnai Andor: A bibliográfia mint új kutatások ösztönzője. Budapest: Népművelési Propaganda Iroda, 29–31. o. (1973)[67]
- Tarnai Andor, et al[M. 6]. „Sorsotok előre nézzétek” – Tarnai Andor: Lehrreiche Gedanken – Jeles gondolatok – Pensées instructives. Budapest: Népművelési Propaganda Iroda, 107–142. o. (1973)[68]
- A toposz-kutatás kérdéseihez.  Literatura,  II. évf.  1. sz. (1975)   66–73. o.[69]
- A Budapest–Németújvári Sermones Dominicales.  Irodalomtörténeti Közlemények,  LXXXVII. évf.  1–3. sz. (1983)   23–31. o.[70]
- Bél Mátyás és a magyar nyelv- és irodalomtudomány.  Irodalomtörténet,  LXVI. évf.  16. sz. (1984)   817–831. o.[71]
- szerk.: Zombori István: A magyarországi értelmiség a XVII–XVIII. században – Tarnai Andor: Tudóslevelezések a XVII–XVIII. században. Szeged: M[óra Ferenc] M[úzeum], 118–126. o. (1984)[72]
- Tarnai Andor, et al[M. 7].szerk.: Horváth János,  Székely György,  V. Kovács Sándor,  Nagy Tiborné: Középkori kútfőink kritikus kérdései – Conference Reports - Az Amszterdami Biblia kiadásának háromszázadik évfordulója alkalmából Debrecen 1985. április 25-27-én megtartott konferencián elhangzott előadások/Reports Of The Conference On The Tricentenary Of The Amsterdam Edition Of The Bible By Nicholas Kis Tótfalusi Debrecen,  Hungary,  25-27 April 1985. – Tarnai Andor: G. J. Vossius retorikájának kolozsvári kiadásai. Debrecen: KLTE Könyvtára, 151–157. o. (1985)[73]
- A consultatio Magyarországon: A politikai nevelés irodalmi formáinak és stílusának történetéhez.  Irodalomtörténeti Közlemények,  XC. évf.  6. sz. (1986)   637–656. o.[74]
- Tarnai Andor.szerk.: Szelestei N. László: Középkori kútfőink kritikus kérdései – Az Országos Széchényi Könyvtárban 1986. február 13-14-én rendezett konferencia előadásai Tarnai Andor: A Halotti Beszéd retorikája. Budapest: Országos Széchényi Könyvtár, 39–49. o. (1989)[75]
- Tarnai Andor, et alet al: Szabolcsi Miklós, Sőtér István, Pomogáts Béla, Vajda György Mihály, Béládi Miklós, Hankiss Elemér, Klaniczay Tibor, Veres András, Nyírő Lajos, Bojtár Endre.szerk.: Szerdahelyi István, Szili József, Hermann István, Bonyhai Gábor: Az irodalomtörténet elmélete II. – Tarnai Andor: Az irodalmi gondolkodás kezdeteinek megközelítése  (A középkori magyar nyelv a latinság iskolájában). Budapest: Akadémiai, 9–106. o. (1989)
- Az irodalmi gondolkodás kezdeteinek megközelítése  (A középkori magyar nyelv a latinság iskolájában). Magyar Tudományos Akadémia Bölcsészettudományi Kutatóközpont Irodalomtudományi Intézet. [2022. április 5-i dátummal az eredetiből archiválva]. (Hozzáférés: 2022. március 27.)
- Tarnai Andor, et al[M. 8].szerk.: Klaniczay Tibor, Jankovics József, Kósa László, Rédei Károly, Nyerges Judit, Moritz Csáky, Horst Haselsteiner, Wolfram Seidler: Az irodalomtörténet elmélete II. – Tarnai Andor:  Latinság és magyarnyelvűség a régi magyar irodalomban. Budapest-Bécs: Nemzetközi Magyar Filológiai Társaság, 9–106. o. (1989)[76]
- A parodia a XVI–XVIII. századi Magyarországon.  Irodalomtörténeti Közlemények,  XCIV. évf.  4. sz. (1990)   444–469. o.[77]
- Szóbeliség és írásbeliség a középkori Magyarországon.  Korunk,  III. évf.  1. sz. (1990)   492–499. o.[78]
- Egy magyarországi tudós külföldön.  Irodalomtörténeti Közlemények,  XCVII. évf.  1. sz. (1993)   16–38. o.[79]
- Tarnai Andor, et al.szerk.: Glatz Ferenc, Soós István: A tudomány szolgálatában – Emlékkönyv Benda Kálmán 80. születésnapjára/Különnyomat/Benda Kálmán műveinek bibliográfiája Tarnai Andor:  Három magyar költő Kufsteinban. Budapest: MTA Történettudományi Intézet, 271–276. o. (1993)[80]
- Héjjas Eszter (összeállította).szerk.: Tamás Zsuzsanna, Jankovics József: Klaniczay-emlékkönyv – Tanulmányok Klaniczay Tibor emlékezetére –Tarnai Andor: A váradi Orator extemporaneus. Budapest: Balassi, 365–378. o.. ISBN 963-7873-58-9 (1994)[81]

##### Idegen nyelvű tanulmányok
- „Die vergleichende Literaturgeschichte und Wissenschaftsgeschichte in Mitteleuropa im 16–18. Jahrhundert”. Acta Litteraria Academiae Scientiarum Hungaricae 5 (1962): 338–341. oldal (németül); Az összehasonlító irodalomtörténet-írás és a tudománytörténet Közép-Európában a XVI–XVIII. században, fordította: Hegedűs [Hegedüs] Béla, in Tarnai Andor. Tanulmányok a magyarországi historia litteraria történetéről. Szerkesztette: Kecskeméti Gábor. Historia litteraria 16. Budapest: Universitas Könyvkiadó, 2004, 142–144. oldal (magyarul)
- „The Hungarian Milton Debate in the 18th Century”. The New Hungarian Quarterly 6. évfolyam, 19. szám (1965): 167–170. oldal
- Kárpáti, Paul, Béla Szent-Iványi und Andor Tarnai. „Das Stammbuch von Michael Rotarides”. In Beiträge zur Sprachwissenschaft, Volkskunde und Literaturforschung: Wolfgang Steinitz zum 60. Geburtstag… dargebracht, herausgegeben von Alexander V. Isačenko, Wilhelm Wissmann und Hermann Strobach, 214–230. oldal; Deutsche Akademie der Wissenschaften zu Berlin: Sprachwissenschaftliche Kommission: Veröffentlichungen 5. Berlin: Akademie-Verlag, 1965
- „Bemerkungen zur Geschichte der österreichisch–ungarischen literarischen Beziehungen im 18. Jahrhundert”. Jahrbuch für österreichische Kulturgeschichte 7–9. évfolyam (1977–1979): 463–473. oldal
- „Lateinische Übersetzungen französischen Schrifttums im Ungarn des 18. Jahrhunderts”. In Acta conventus neo-Latini Amstelodamensis: Proceedings of the Second International Congress of Neo-Latin Studies, Amsterdam, 19–24 August 1973, edited by Pierre Tuynman, G. C. Kuipar, and Eckhard Kessler, 976–982 oldal. Humanistische Bibliothek: Reihe I, Abhandlungen 26. München: Wilhelm Fink Verlag, 1979
- „Die Universitätsdruckerei von Buda um die Wende des 18. zum 19. Jahrhundert”. In Wissenschaftszentren und geistige Wechselbeziehungen zwischen Mittel- und Südosteuropa vom Ende des 18. Jahrhunderts bis zum Ersten Weltkrieg, herausgegeben von Richard Georg Plaschka und Karlheinz Mack, 60–64. oldal Wegenetz europäischen Geistes 1 – Schriftenreihe des Österreichischen Ost- und Südosteuropa-Instituts 8. München–Wien: Oldenbourg–Verlag für Geschichte und Politik, 1983
- „Lateinische Lyrik in Ungarn im 16–17. Jahrhunderten”. Acta Litteraria Academiae Scientiarum Hungaricae 26 (1984): 233–242. oldal; Tarnai, Andor. „Latin Poetry in Hungary in the 16th and 17th Centuries”. Hungarian Studies 10 (1995): 279–289. oldal (angolul)
- „Mátyás Bél und die ungarische Sprach- und Literaturwissenschaft”. Acta Litteraria Academiae Scientiarum Hungaricae 28 (1986): 165–175. oldal (németül)
- „Deutschland als Zentrum der internationalen lateinischen Dichtung im Späthumanismus”. In Das Ende der Renaissance: Europäische Kultur um 1600, herausgegeben von August Buck und Tibor Klaniczay, 155–164. oldal Wolfenbütteler Abhandlungen zur Renaissanceforschung 6. Wiesbaden: Harrassowitz Verlag, 1987
- „Überlegungen zur Erkundung und Erschließung von Hungarica in Bibliotheken der DDR”. Berliner Beiträge zur Hungarologie: Schriftenreihe des Seminars für Hungarologie an der Humboldt-Universität zu Berlin 3 (1988): 249–259. oldal
- „Le Baroque en tant que période”. Neohelicon 15 (1988): 57–66. oldal
- „ Existenz und Gelegenheitsdichtung im Späthumanismus”. In Sozialgeschichtliche Fragestellungen in der Renaissanceforschung, herausgegeben von August Buck und Tibor Klaniczay, 83–95. oldal Wolfenbütteler Abhandlungen zur Renaissanceforschung 13. Wiesbaden: Harrassowitz Verlag, 1992
- „Handschriftliche Quellen zu österreichisch–ungarischen Beziehungen seit dem Mittelalter in Budapester Bibliotheken”. In Ex libris et manuscriptis: Quellen, Editionen, Untersuchungen zur österreichischen und ungarischen Geistesgeschichte, herausgegeben von István Németh und András Vizkelety, 9–14. oldal Schriftenreihe des Komitees Österreich–Ungarn 3. Budapest–Wien: Akadémiai Kiadó–Verlag der Österreichischen Akademie der Wissenschaften, 1994

#### Lexikoncikkek
- Világirodalmi lexikon II. (Cam–E). Főszerk. Király István. Budapest: Akadémiai. 1972.  
  - 298. oldal: Columella, Lucius Junius Moderatus[82]
  - 593. oldal: deákirodalom[83]
  - 593–594. oldal: deákos költészet[84]
- Világirodalmi lexikon III. (F–Groc). Főszerk. Király István. Budapest: Akadémiai. 1975.  
  - 104. oldal: fennköltség[85]
  - 382–383. oldal: Fulbertus (Fulbert de Chartres)[86]
  - 387. oldal: Funger, Joannes[87]
  - 509. oldal: Gergely pápa, I. [Nagy] Szent[88]
  - 597. oldal: Godefridus Viterbiensis[89]
  - 747. oldal: Gretser, Jacobus[90]
- Világirodalmi lexikon IV. (Grog–Ilv). Főszerk. Király István. Budapest: Akadémiai. 1975.  
  - 31–32. oldal: Gualterus Burlaeus[91]
  - 73. oldal: Guntherus Cisterciensis (Günther vagy Günther von Pairis)[92]
  - 127. oldal: Hadus, Joannes[93]
  - 397. oldal: Hermannus Contractus[94]
- Világirodalmi lexikon V. (Im–Kamb). Főszerk. Király István. Budapest: Akadémiai. 1977.  ISBN 963-05-1345-5 
  - 781. oldal: Jouvancy, Joseph de[95]

#### Recenziók
- Tarnai Andor – Benda Kálmán – Dercsényi Dezső – Póczy Klára – Tóth András:  „Bodor András, Cselényi Béla, Jancsó Elemér, Jakó Zsigmond és Szabó T. Attila, szerk. Emlékkönyv Kelemen Lajos születésének nyolcvanadik évfordulójára. A Bolyai Tudományegyetem kiadványai 1. Kolozsvár: Bolyai Tudományegyetem Történet- és Nyelvtudományi Kar, 1957”.  Századok,  XCII. évf.  1–4. sz. (1958)   434–444. o.[96]
- Tarnai Andor:  „Sükösd Mihály. Tudós Weszprémi István: Arckép a magyar felvilágosodás előtörténetéből. Irodalomtörténeti füzetek 16. Budapest: Akadémiai Kiadó, 1958”.  Irodalomtörténeti Közlemények,  LXIII. évf.  3–4. sz. (1959)   547–549. o.[97]
- Tarnai Andor:  „Bél Mátyás. Esztergom vármegyéről írt, kiadatlan művének szemelvényes magyar fordítása. Fordította Prokopp Gyula. A bevezetést írta, a jegyzeteket írta Zolnai László. Tatabánya: Komárom Megyei Tanács, 1957”.  Irodalomtörténeti Közlemények,  LXIV. évf.  3. sz. (1960)   405. o.[98]
- Tarnai Andor:  „Hajnóczy József. Közjogi-politikai munkái. Sajtó alá rendezte Csizmadia Andor. Budapest: Akadémiai Kiadó, 1958”.  Irodalomtörténeti Közlemények,  LXIV. évf.  2. sz. (1960)   281. o.[99]
- Tarnai Andor:  „Benda Kálmán, szerk., bev. A magyar jakobinusok: Iratok, levelek, naplók. Aurora 8. Budapest: Bibliotheca, 1957”.  Irodalomtörténeti Közlemények,  LXIV. évf.  2. sz. (1960)   281. o.[100]
- Tarnai Andor:  „Sashegyi, Oskar. Zensur und Geistesfreiheit unter Joseph II.: Beitrag zur Kulturgeschichte der Habsburgischen Länder. Studia Historica 16. Budapest: Akadémiai Kiadó, 1958”.  Irodalomtörténeti Közlemények,  LXIV. évf.  6. sz. (1960)   729. o.[101]
- Tarnai Andor:  „Weszprémi István. Magyarország és Erdély orvosainak rövid életrajza: Első száz. Fordította Kővári Aladár. Budapest: Medicina, 1960”.  Irodalomtörténeti Közlemények,  LXIV. évf.  6. sz. (1960)   726–728. o.[102]
- Tarnai Andor:  „Borzsák István. Budai Ézsaiás és klasszika-filológiánk kezdetei. Budapest: Akadémiai Kiadó, 1955”.  Irodalomtörténeti Közlemények,  LXV. évf.  1. sz. (1961)   114. o.[103]
- Tarnai Andor:  „Markó Árpád. Egy elfelejtett magyar író-katona (Jakkó László huszárkapitány, 1781–1833). Budapest, 1960”.  Irodalomtörténeti Közlemények,  LXVI. évf.  4. sz. (1962)   535–536. o.[104]

#### Alkalmi írások
- Két újítás az Országos Széchényi Könyvtárban: 1, A könyvtárlátogatók foglalkozás szerinti statisztikázása.  Könyvtárügyi Szemle,  II. évf.  1. sz. (1951)   109–111. o.[105]
- Hozzászólás Klaniczay Tibor A nacionalizmus előzményei a magyar irodalomban c. előadásához.  A Magyar Tudományos Akadémia I. (Nyelv- és Irodalomtudományi) Osztályának Közleményei,  16. sz. (1960)   26–28. o.[106]
- Tarnai Andor. „Tanulmányútja Csehszlovákiában”.  Irodalomtörténeti Közlemények,  LXIV. évf.  2. sz. (1960)   301. o.[107]
- Vita a magyar barokk irodalom kialakulásáról.  Irodalomtörténeti Közlemények,  LXIV. évf.  5. sz. (1960)   626–628. o.[108]
- Rigó László – Varga Rózsa:  Történészek vitaülései az irodalomtörténeti kézikönyv hat kötetéről.  Irodalomtörténeti Közlemények,  LXXI. évf.  3. sz. (1967)   366–380. o.[109]
- Alszeghy Zsolt 1888-1970.  Irodalomtörténet,  LII. évf.  1. sz. (1970)   758–759. o.[110]
- Trencsényi-Waldapfel Imre (1908–1970).  Irodalomtörténeti Közlemények,  LXXIII. évf.  3. sz. (1970)   410–411. o.[111]
- Verseghy-ülésszak Szolnokon.  Irodalomtörténet,  LV. évf.  1. sz. (1973)   506. o.[112]
- Szauder József (1917–1975).  Magyar Tudomány,  3. sz. (1976)   173–174. o.[113]
- Gyenis Vilmos 1926-1979.  Irodalomtörténet,  LXII. évf.  1. sz. (1973)   587–588. o.[114]
- Tolnai Gábor hetvenéves.  Irodalomtörténeti Közlemények,  LXXXIV. évf.  4. sz. (1980)   555–556. o.[115]
- Egy tudós szerkesztő portréjához.  Kritika,  11. sz. (1982)   29. o.[116]
- Julow Viktor 1919-1982.  Irodalomtörténet,  LXIV. évf.  1. sz. (1980)   469–470. o.[117]
- Mátrai László (1910–1984).  Irodalomtörténeti Közlemények,  LXXXVIII. évf.  2. sz. (1984)   263–264. o.[118]
- Bán Imre köszöntése.  Studia Litteraria,  23. sz. (1985)   7–9. o.[119]
- Varjas Béla 1911-1985.  Irodalomtörténet,  LXVII. évf.  1. sz. (1989)   770–771. o.[120]
- [Hozzászólások a Zrínyi-kutatók 1984. február 1-i tanácskozásán].  Zrínyi-dolgozatok,   (1986)   118–119., 122. o.[121]
- V. Kovács Sándor (1931–1986).  Irodalomtörténeti Közlemények,  91–92. évf.  (1987 – 1988) 3. sz.   385. o.[122]
- Turóczi-Trostler József emlékezete.  Irodalomtörténet,  LXX. évf.  1. sz. (1989)   846–850. o.[123]
- Bán Imre (1905–1990).  Irodalomtörténeti Közlemények,  XCIV. évf.  5–6. sz. (1990)   771. o.[124]
- Képes Géza 1909-1989.  Irodalomtörténet,  LXXII. évf.  1. sz. (1991)   249–250. o.[125]
- Tolnai Gábor 1910-1990.  Irodalomtörténet,  LXXII. évf.  2. sz. (1991)   635–636;. o.[126]
- Benda Kálmán (1913–1994).  Irodalomtörténeti Közlemények,  XCVIII. évf.  3. sz. (1994)   443–444. o.[127]

#### Tanulmánykötetek szerkesztése
- több szerző.szerk.: Szauder József, Tarnai Andor, Róbert Zsófia: Irodalom és felvilágosodás – Tanulmányok. Budapest: Akadémiai Kiadó. 963-05-0087-6 (1974)
- szerk.: Klaniczay Tibor, Tarnai Andor,: Thuribulum aureum – Arany temjénező, az az A híres neves Tolnai Gábornak jeles írásairól való tizenkét idvességes elmélkedések. Budapest: Magyar Iparművészeti Főiskola Typo-grafikai tanszéke (1983)
- szerk.: Köpeczi Béla, Tarnai Andor,: Laurus Austriaco-Hungarica – Literarische Gattungen und Politik in der zweiten Hälfte des 17. Jahrhunderts. Budapest: Akadémiai Kiadó. 963 05 4906 9 (1988)

## Emlékezete

### Emlékhelyek

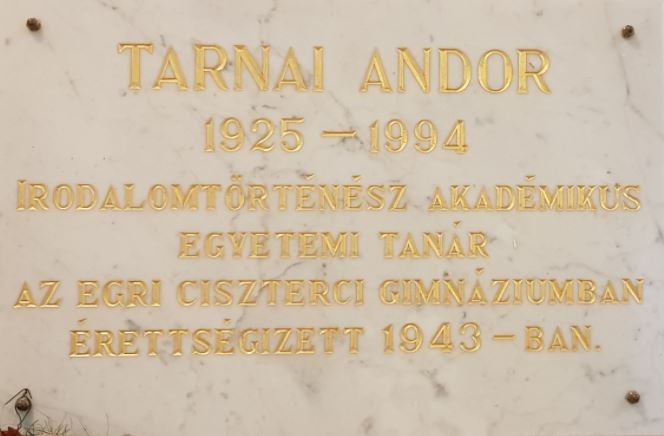
Az egri gimnáziumban kihelyezett emléktáblája

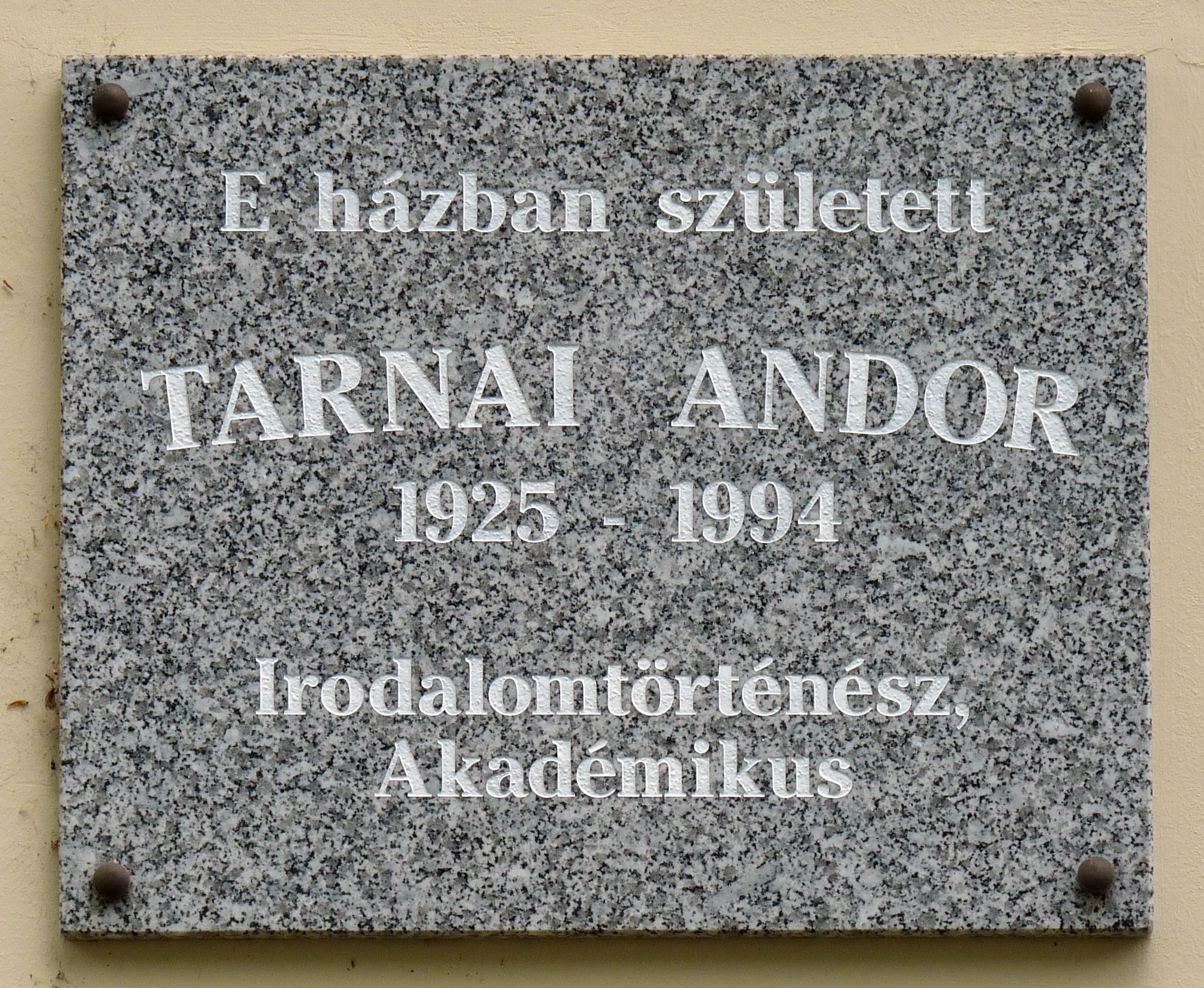
Emléktáblája gyulai szülőházán

Életének meghatározó helyszínein felállított emléktáblák sorában az egri volt az első. Tarnai nyolc évig tanult – mindvégig kitűnő eredménnyel – és 1943-ban érettségizett az egri, akkor Szent Bernát nevét viselő ciszterci gimnáziumban. Osztályfőnöke hét éven keresztül a tanári pályán akkor induló Ágoston Julián (1909–1969) volt, aki a magyar és a latin nyelvet tanította. Az 1948-tól állami intézményként működő Gárdonyi Géza Gimnázium fenntartói jogát 1997. szeptember 1-jén kapta vissza a Ciszterci Rend. Öt nappal korábban került sor Tarnai Andor emléktáblájának felavatására az intézmény folyosóján. Ezen a napon, 1997. augusztus 27-én nyílt meg A magyar színház születése című konferencia, amelyet az MTA Irodalomtudományi Intézete, a Miskolci Egyetem Bölcsészettudományi Intézete, a Heves Megyei Művelődési Központ és a Dobó István Vármúzeum közösen szervezett. A megnyitó szimbolikus aktusa az emléktábla leleplezése volt, ahol Szörényi László mondott beszédet, aki az év augusztus 1-jén vette át az Irodalomtudományi Intézet vezetését. Három évvel később került sor a drámatörténeti konferenciasorozat következő rendezvényére ugyancsak Egerben, Szent és profán: A magyar színjátszás európai gyökerei címmel. Rendezői az MTA Irodalomtudományi Intézete, a Miskolci Egyetem BTK Régi Magyar Irodalomtörténeti illetve A Felvilágosodás és a Romantika Irodalma Tanszéke, a Heves Megyei Művelődési Központ, a Dobó István Vármúzeum és az egri Érseki Múzeum voltak. E konferencia megnyitója előtt, 2000. augusztus 23-án (épp Tarnai születésnapján) a résztvevők megkoszorúzták Szvorényi József, Rajeczky Benjamin és Tarnai Andor emléktábláját. Ez alkalommal Kecskeméti Gábor, az Irodalomtörténeti Közlemények felelős szerkesztője beszélt.

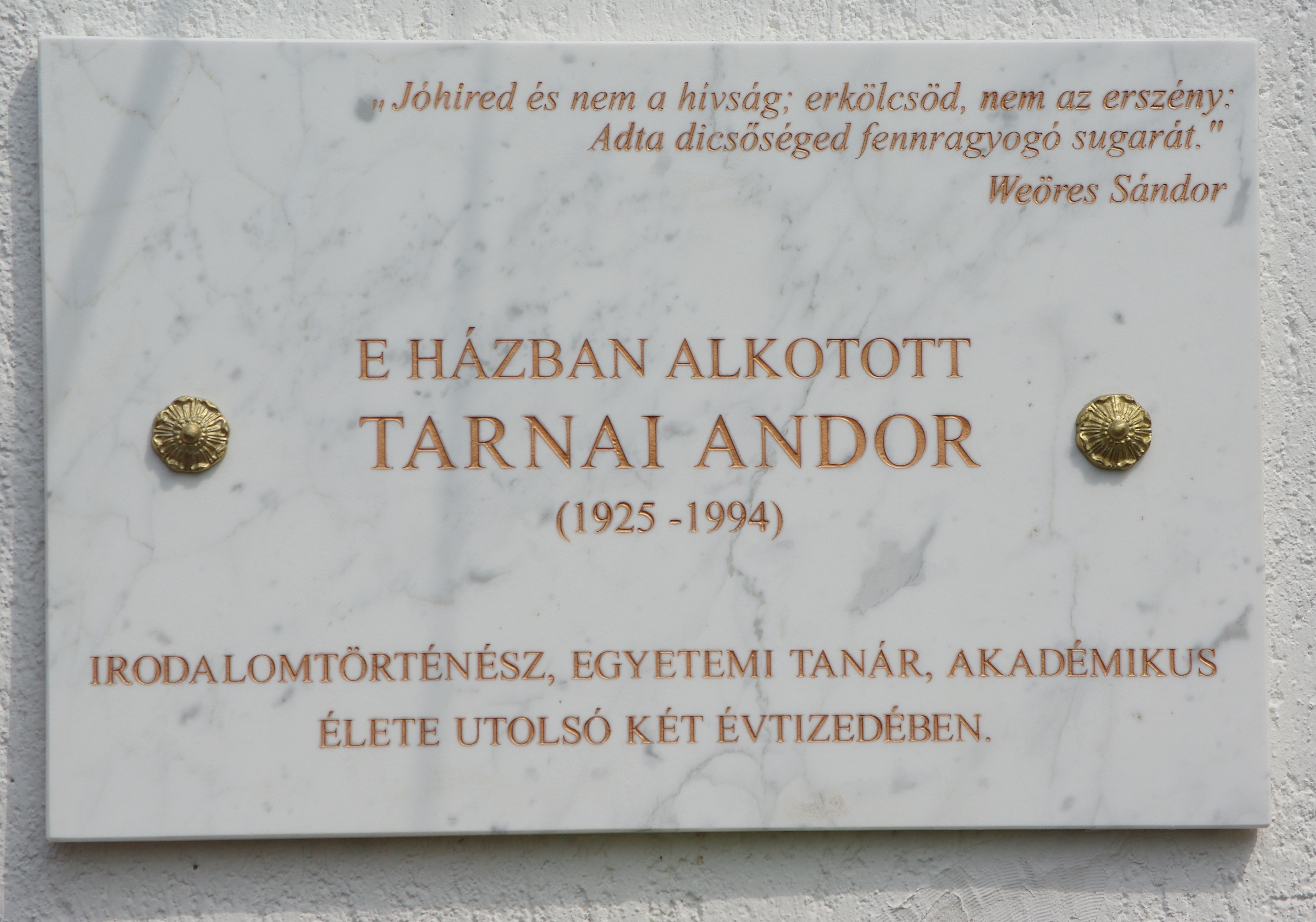
Lovasi otthonán kihelyezett emléktábla

Az MTA Irodalomtudományi Intézetének Reneszánsz Osztálya együttműködésben az egyetemek régi magyar irodalomtörténeti tanszékeivel 2005. május 25–28-án tudományos ülésszakot rendezett Gyulán A politika műfajai a régi magyar irodalomban címmel. E konferencia harmadik napjának délutánján, 2005. május 27-én avatták fel a résztvevők Tarnai Andor emléktábláját a tudós gyulai szülőházának falán (Bodoky u. 17., a Blanár László utca sarkán). Beszédet Kecskeméti Gábor mondott.
Lovasi nyaralóházában (Malomvölgy u. 3.) már a tudós életében jelentős szellemi összejövetelek zajlottak. A ház Tarnai halála után is a megemlékezés állandó helyszíne maradt, ahol minden augusztus végén összegyűlnek a tanítványok, barátok, tisztelők, hogy a családdal együtt emlékezzenek. 2009. augusztus 22-én az összejövetel résztvevői emléktáblát lepleztek le a lovasi ház falán. Emlékbeszédet Korompay H. János mondott.

### Emlékkonferenciák

#### 2004
Az MTA Irodalomtudományi Intézetének XVIII. Századi Osztálya az egyetemek 18. századi kutatásokat végző magyar irodalom tanszékeivel közösen tudományos tanácskozást rendezett Historia litteraria a XVIII. században címmel Faludi Ferenc születésének 300., Tarnai Andor halálának 10. évfordulója alkalmából Budapesten, 2004. október 12–14-én. A tanácskozás alapeszméjét a kettős évfordulón kívül a 18. századi író, költő, műfordító és a 20. századi irodalomtudós életművének többszörös érintkezése adta. Az összekapcsolást mindenekelőtt az indokolta, hogy egyrészt Faludi munkássága már életében tárgyává vált a historia litterariának, a Halotti Beszéd átírásával pedig maga is tevékeny részesévé lett az irodalomtudomány történetének. Másrészt Tarnai Andor a 20. század második felében kétséget kizáróan a legtöbbet tette a 18. század tudománytörténetének és -elméletének feltárásáért; ő írta a hatkötetes magyar irodalomtörténet Faludi-fejezetét , s több tanulmányt szentelt Faludi életművének. Amint Faludi Ferenc új fejezetet nyitott a magyar irodalom történetében, Tarnai Andor is korszakos jelentőségű életművet hozott létre az irodalomtudományban. Akik személyesen ismerték, tudják, hogy tekintélyét fáradhatatlan munkával, a tények rendkívül széles körű ismeretével és tiszteletben tartásával érte el. Tudománytörténeti érvényű kezdeményezések sorát indította el és irányította, köztük a magyar irodalomtudomány és kritika történetének módszeres feldolgozását. Megírta a tervezett szintézis első kötetét , s a 18. század tudománytörténetét érintő tanulmányok egész sorát készítette.
A 2004. évi tanácskozás koncepcióját az azt egybehívó 1. körlevél ismertette, az elfogadott előadások címeit a 2. körlevél dokumentálta. Ezekből állott össze végül a tanácskozás programja . A konferencia előadásaiból Csörsz Rumen István, Hegedüs Béla és Tüskés Gábor Bretz Annamária közreműködésével azonos című tanulmánykötetet szerkesztett, amely 2006-ban jelent meg az Irodalomtudomány és Kritika című, Tarnai Andor által alapított sorozatban.

#### 2019
Az MTA BTK Irodalomtudományi Intézet 2019. szeptember 24–25-én emlékkonferenciát rendezett Tarnai Andor halálának 25. évfordulója alkalmából. A konferencián olyan előadások hangzottak el, amelyek szorosan kapcsolódnak Tarnai Andor munkásságához és kutatási területeihez, és az életmű aktív használatáról tanúskodnak.

### Tarnai Andor-díj
A Magyar Tudományos Akadémia Irodalomtudományi Intézete és Tarnai Andor családja 2006-ban közösen hozta létre a Tarnai Andor-díjat, az irodalomtudomány és kritika történetével kapcsolatos kutatások kiemelkedő eredményeinek elismerésére. Az évente átadandó díjat első alkalommal 2007-ben osztották ki.

### Róla szóló, vele kapcsolatos írások

#### Méltatások
Már életében is sokan említették, vagy méltatták személyét és/ vagy munkásságát, köztük olyanok mint Szauder József, Ungváry Tamás, Keresztury Dezső, Illés Endre, Sőtér István, Orosz László, stb.:
- Fekete Judit:  A kritika története: Írják az Irodalomtörténeti Intézet munkatársai [Beszélgetés Szauder Józseffel].  Magyar Nemzet,  XXIV. évf.  194. sz. (1968. augusztus 18.)   4. o.[132]
- U[ngváry] T[amás]:  A rádió mellett.  Magyar Nemzet,  XXV. évf.  257. sz. (1969. november 4.)   4. o.[133]
- Boronkai Iván:  Beszámoló az újabbkori latin tudományok II. nemzetközi kongresszusáról.  Antik Tanulmányok,  XX. évf.  1. sz. (1973)   273–274. o.[134]
- Torda István:  „Nem volt élettervem”: Költészetnapi beszélgetés Keresztury Dezsővel.  Ország-Világ,  XXII. évf.  15. sz. (1973. április 12.)   22–23. o.[135]
- Kiss Károly:  Terem a diófa: Beszélgetés Illés Endrével.  Magyar Nemzet,  XXXV. évf.  77. sz. (1979. április 1.)   9. o.[136]
- Mátyás [István]:  A magyar kritika évszázadai: Beszélgetés Sőtér Istvánnal.  Népszava,  CIX. évf.  153. sz. (1981. július 2.)   6. o.[137]
- Marafkó László:  Tanár tudósok – tudós tanárok: Katona József városában.  Magyar Nemzet,  XXXVI. évf.  15. sz. (1982. január 19.)   5. o.[138]
- K. N. I:  A humán szekció a bölcsészkaron.  Egyetemi Lapok: Az Eötvös Loránd Tudományegyetem lapja,  XXV. évf.  6. sz. (1983. április 27.)   3. o.[139]

#### Emlékezések
1996-ban a Historia Litteraria sorozat második részeként az Universitas Könyvkiadónál jelent meg a Tarnai Andor-emlékkönyv címet viselő gyűjteményes könyv, amelyben pályatársai és kollégái róla szóló írásai olvashatóak. A könyvet Kecskeméti Gábor szerkesztette. A műbe az alábbi szerzőktől kerültek írások:
- Bárczi Ildikó: Amicitia[140]
- Bartók István: A társadalmi rétegződés tükröződése a 17. századi magyar irodalmi gondolkodásban[141]
- Bitskey István: Esterházy Miklósba hitvitázó nádor[142]
- Czibula Katalin: Egy magyar utazó a 18. század elején. Szilágyi András protestáns prédikátor naplója[143]
- Csonka Ferenc: „Mindenütt feljül ég, a föld lészen alsó." (Adalékok és észrevételek Zrínyi három epigrammájához)[144]
- Dávidházi Péter: Kettős védőpajzs mögött (Toldy Ferenc és a reformkori álnévhasználat)[145]
- Erdélyi Lujza: A Mihály-gyűjtemény Tristia-fordításai[146]
- Hargittay Emil: Justus Lipsius és Laskai János[147]
- Holl Béla: Báthory Zsófia imádságos könyve[148]
- Horváth Iván – Seláf Levente: Gautier de Coincy verses Krisztina-legendájának budapesti töredéke[149]
- H. Kakucska Mária: Batsányi János Lőrinc-napi köszöntőverse[150]
- Kecskeméti Gábor: A prédikáció műnemi besorolása és a prédikációelméleti gondolkodás korszakai[151]
- Kilián István: Podolin és Kisszeben piarista színháza[152]
- Madas Edit: Középkori Zsófia-legendáink latin forrása[153]
- Monok István: Kísérlet egy fejléc értelmezésére, avagy a városi közösségi könyvtárak kialakulásáról Magyarországon[154]
- Németh S. Katalin: Salomon Schweigger útleírásának magyar vonatkozásai[155]
- Ötvös Péter: Ausztriai paszkvillus a hosszú háború idejéből[156]
- Pócsi Katalin: Gróf Lázár János erkölcstani versei 1763-ból[157]
- S. Sárdi Margit: Történelem lírában. Rozsnyai Dávid fejedelemportréi[158]
- Szabó András: Szenei Molnár Albert Sziléziában[159]
- Szelestei N. László: Korabinszky János Mátyás kísérlete könyvkereskedés nyitására (1780)[160]
- Szentmártoni Szabó Géza: Balassi Bálint képmása és a Balassa-család ősgalériája[161]
- Szilágyi Márton: Bél Mátyás Adparatusa és Kármán Urániája(A 'Tüzpróbáról Magyar Országba' című cikk forrása)[162]
- Szörényi László: A Jókai-kódex kérdése a Szent Ferenc-legendára vonatkozó újabb kutatások fényében[163]
- Thimár Attila: Révai Miklós 1784-es akadémia-terve[164]
- R. Várkonyi Ágnes: „Édes Gróf Öcsém Uram! –Csáky István két levele Zrínyinek[165]
- P. Vásárhelyi Judit:  17. századi cento-költészetünk[166]

Fenti írásokon túl olvasható egy bibliográfia, melyet Kecskeméti Gábor és Németh S. Katalin állított össze, továbbá három búcsúbeszéd, amelyek 1994. szeptember 3-án hangoztak el Németh G. Bélától, Bodnár Györgytől illetve Kovács Sándor Ivántól. A kötetet a szerkesztő utószava és egy névjegyzék zárja.

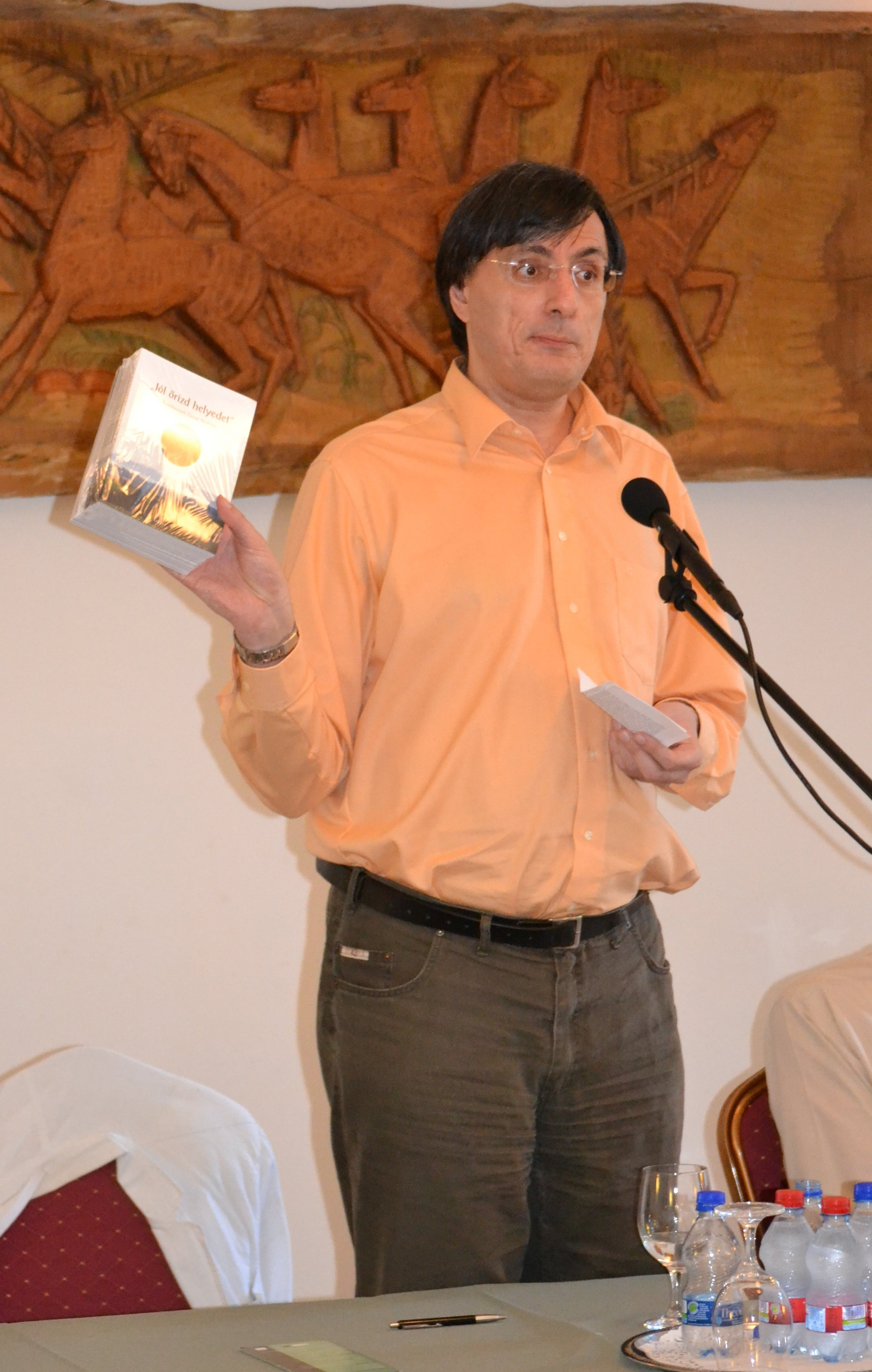
Kecskeméti Gábor bemutatja a „Jól őrizd helyedet” – Emlékezések Tarnai Andorra című emlékkönyvet (2014. június 10.)

Halálának huszadik évfordulóján jelent meg a Reciti gondozásában a „Jól őrizd helyedet” – Emlékezések Tarnai Andorracímű emlékkönyv, melynek írásait válogatta és szerkesztette Tüskés Gábor. A könyvet a Faludi Ferenc Alkotói Díj átadásával egybekötött bemutatón mutatta be Kecskeméti Gábor.
Ezen kötet az alábbi szerzők írásait tartalmazza:
- I. Születésnapi köszöntők, búcsúztatók, emlékezések 
  - Klaniczay Tibor – Tolnai Gábor: Köszöntő (1985)[178][179][M. 10]
  - Bíró Ferenc: Tarnai Andor hatvanéves (1985)[180][181][M. 11]
  - Kovács Sándor Iván: „Halotti beszéd”-kutatások (1985)[182][183][M. 12]
  - Kovács Sándor Iván: Két magyar zászlósúr (1986)[184][185][M. 13]
  - Németh G. Béla: Ismét elment egy jó emberünk… (1994)[186][187]
  - Bodnár György: Nehéz megszólalnom… (1994)[172][188][M. 14]
  - Kovács Sándor Iván: Húsz éve lesz… (1994)[190][191]
  - Taxner-Tóth Ernő: Korszakos jelentőségű tudóst veszítettünk el – In memoriam Tarnai Andor (1994)[192][193][M. 15]
  - Vizkelety András: Tarnai Andor (1925–1994) (2001)[194][195][M. 16]
  - Korompay H. János: Emlékbeszéd (2009)[197]
  - Hargittay Emil: Tarnai Andor a Tanszéken (2013)[198][199]
  - Szelestei Nagy László: Találkozásaim Tarnai Andorral (2013)[200][201]
  - R. Várkonyi Ágnes: Az emlékezés regiszterei (2014)[202][203]
  - Szörényi László: Emlékeim Tarnai Andorról (2014)[204][205]
  - Andrea Seidler: Tarnai Andorra emlékezem (2014)[206][207]
  - Pintér Márta Zsuzsanna: Tanítványnak lenni (2014)[208][209]
  - Czibula Katalin: Tarnai Andorra emlékezve… (2014)[210][211]
- II. A Tarnai-díjasok emlékezései 
  - Dávidházi Péter: A tudós fogalma (Emlékezés Tarnai Andorra) (2007)[212][213][M. 17]
  - Bartók István: Tarnai Andorról és a latin nyelvtanról (2008)[214][215]
  - Kecskeméti Gábor: A Tarnai Andor-díj átvételekor (2009)[216][217]
  - Korompay H. János: Tavaly augusztusban… (2010)[218][219][M. 18]
  - Szabó G. Zoltán: Nehezen vitatható… (2011)[221][222]
  - Debreczeni Attila: Szeretnék köszönetet mondani… (2012)[223][224]
  - Tüskés Gábor: Emlékezés Tarnai Andorra (2012)[225][226]
  - Imre Mihály: Első személyes találkozásom… (2013)[227][228]

A kötet egy, Tüskés Gábor által írt szerkesztői jegyzettel és egy képmelléklettel zárul, amelyet Kecskeméti Gábor válogatott. A borítón kézírással olvasható Weöres Sándor: Jóhired és nem a hívság… kezdetű, 1984-ben Tarnai Andornak írt verse, melyből a könyv címét adó sor is származik.